# Acanthodelta ministra
Acanthodelta ministra är en fjärilsart som beskrevs av Louis Beethoven Prout 1919. Acanthodelta ministra ingår i släktet Acanthodelta och familjen nattflyn. Inga underarter finns listade i Catalogue of Life.